# Donax vittatus
Donax vittatus és una espècie de mol·lusc bivalve en l'ordre Veneroida. Es troba a les platges mediterrànies i d'altres regions. Els individus viuen colgats sota la sorra o fang. Són subjecte de pesca en alguns ports d'aquestes costes per tal de consumir-los com aliment humà.

## Descripció

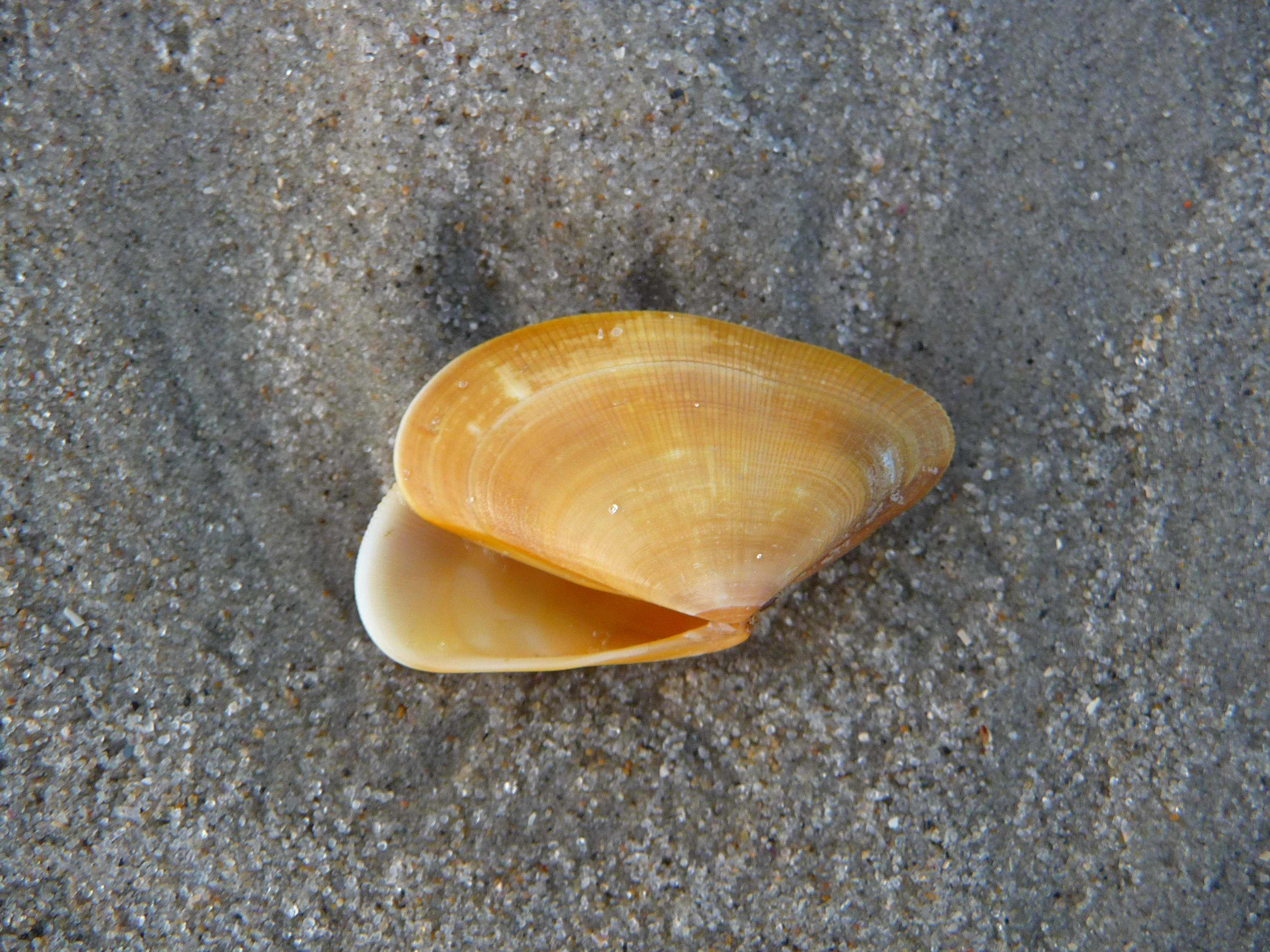
Closca buida de Donax vittatus.

Les petxines de Donax vittatus són asimètriques. Estan comprimides lateralment i creixen fins a 33 mm de llarg i 15 mm d'ample. Les valves són llisses i brillants. Es troben en una àmplia gamma de colors com el blanc, groc, marró, rosa i violeta. L'interior és de color blanc, sovint tacada amb violeta. Les conquilles tenen forma de falca asimètrica. L'extrem anterior és arrodonit i més llarg que l'extrem posterior obliquament truncat. El marge de la closca és molt finament dentat. Els anells de creixement anual concèntrics poden ser visibles i aquestes són sovint més profundament pigmentades que la resta de la closca També pot haver-hi raigs radials de color pàl·lid.

## Hàbitat i distribució
Donax vittatus es produeix en el Mar Mediterrani i l'oceà Atlàntic oriental, des de Noruega i el Mar Bàltic cap al sud fins a la península Ibèrica i al nord-oest d'Àfrica. S'enterra a la sorra de les platges planes a poca profunditat.

## Biologia
Donax vittatus viu colgat en la sorra, que amb els seus dos sifons just a la superfície. L'aigua entra a través d'un sifó xuclador i s'expulsa a través de l'altre. Donax vittatus s'alimenta per l'acció de filtre en el seu interior. Al mateix temps l'oxigen s'extreu del corrent d'aigua per les ganyes, les partícules de menjar són capturats i es passen pels cilis a la boca. Si l'animal és molestat o exposat a l'acció de l'onatge, pot enterrar-se ràpidament. Per a aconseguir-ho, sobresurt el peu cap avall, ampliant-lo mitjançant el bombament de la sang en el seu interior i després usar-lo com una àncora per tirar de si mateix més profundament i endinsar-se a la sorra. En una demostració de gravació en vídeo sota l'aigua, Donax vittatus són més actius en l'època de baixamar, quan el sediment hi ha un major grau d'alteració. Els individus van ser presentats per "saltar" i ser arrossegats per la superfície pels corrents d'onades abans d'enterrar-se ells mateixos. En aquest moment es troben en risc de ser menjats per les gavines, i l'evidència que les aus consumeixen grans quantitats de les petxines és proporcionat pels "trossets" que de vegades deixen a la platja, compost per les restes no comestibles regurgitats del seu menjar i en la qual moltes petxines trencades de Donax vittatus de vegades es poden trobar. Donax vittatus també són caçats per les estrelles de mar, diversos mol·luscs gastròpodes i peixos com els llenguados.
Donax vittatus és dioic, sent els individus, ja siguin mascles o femelles. El fresa té lloc al llarg de la primavera i l'estiu. La fertilització és externa i els ous es converteixen en larves velígeres que es converteixen en part del zooplàncton. Després d'unes 3 setmanes aquestes es desenvolupen en larves pedivelígeres les quals es dipositen i experimenten la metamorfosi. Els joves creixen ràpid i maduren al cap d'un any.